# Jeremy Sarmiento
Jeremy Leonel Sarmiento Morante (* 16. Juni 2002 in Madrid, Spanien) ist ein ecuadorianisch-englischer Fußballspieler. Der offensive Mittelfeldspieler steht seit 2021 bei Brighton & Hove Albion unter Vertrag.

## Karriere

### Verein
Sarmiento begann seine Karriere in der Jugendabteilung von Charlton Athletic in England. 2018 wechselte er auf die Iberische Halbinsel zu Benfica Lissabon. Dort kam er in der Saison 2019/20 unter anderem in der UEFA Youth League gegen den FC Liverpool zum Einsatz. Im Sommer 2021 verließ der gebürtige Spanier den Jugendbereich und unterschrieb bei Brighton & Hove Albion seinen ersten Profivertrag. In Brighton and Hove wurde er zunächst für wenige Wochen in der U21 eingesetzt, bevor er im September 2021 für die A-Mannschaft nach einer Einwechslung im EFL Cup gegen Swansea City debütierte. Nach einem weiteren Spiel in selbigem Wettbewerb, kam er Ende November auch erstmalig in der Premier League zum Einsatz. Bei seinem zweiten Spiel musste der Spieler in der 13. Minute verletzungsbedingt ausgewechselt werden und fiel in der Folge aufgrund einer Oberschenkelverletzung für drei Monate aus. Gegen Ende der Saison 2021/22 folgten drei weitere Kurzeinsätze. Die nachfolgende Spielzeit begann mit einer erneuten Verletzung, bevor er im Oktober und November zu zwei Einwechslungen in der Premier League und einem Startelfeinsatz im EFL Cup kam. In der Saison 2023/24 wechselte er zunächst per Leihe zu West Bromwich Albion in die EFL Championship. Im Januar 2024 folgte eine weitere Leihe für den Rest der Saison zu Ipswich Town. Mit dem Klub erreichte er am Saisonende den Aufstieg in die Premier League und kehrte anschließend wieder nach Brighton zurück. Zu Beginn der Saison 2024/25 bestritt er zunächst ein Liga- und ein Pokalspiel mit Brighton, ehe er Ende August 2024 für den Rest der Spielzeit an den FC Burnley in die EFL Championship verliehen wurde. Mit dem Verein erreichte er am Saisonende erneut den Aufstieg in die Premier League.

### Nationalmannschaft
Sarmiento spielte zunächst für den englischen Fußballverband. Dort absolvierte er vier Partien für die U16-Nationalmannschaft und nahm mit der U17 an der Europameisterschaft 2019 in Irland teil. Nach weiteren Spielen für die U18 wechselte der Mittelfeldmann 2021 den Verband und debütierte für die ecuadorianische A-Nationalmannschaft im Rahmen der Qualifikation für die Weltmeisterschaft 2022 im Spiel gegen Bolivien. Nachdem er in den folgenden Monaten regelmäßig im Aufgebot der Nationalmannschaft gestanden hatte, wurde er im November 2022 für den ecuadorianischen Kader für die WM im selben Jahr in Katar nominiert.